# Егоров, Алексей Геннадьевич
Алексей Геннадьевич Егоров (род. 26 января 1980, Арти, Свердловская область) — российский самбист, призёр чемпионатов России и мира, чемпион Европы, обладатель Кубков России и мира, мастер спорта России международного класса (2010 год). Выступал в весовой категории до 52 кг. Тренировался под руководством Юрия Вильгельмовича Мельцова. Работает тренером-преподавателем спортивного клуба «Уралмаш».

## Спортивные результаты

### Юниорские соревнования
- Первенство России по самбо среди юниоров 1998 года — ;
- Первенство Европы по самбо среди юниоров 1998 года — ;
- Первенство России по самбо среди юниоров 1999 года — ;
- Первенство Европы по самбо среди юниоров 1999 года — ;
- Первенство России по самбо среди юниоров 2000 года — ;
- Первенство мира по самбо среди юниоров 2000 года — ;

### Соревнования среди мастеров
- Кубок России по самбо 2001 года — ;
- Кубок России по самбо 2003 года — ;
- Кубок России по самбо 2004 года — ;
- Чемпионат России по самбо 2003 года — ;
- Чемпионат России по самбо 2005 года — ;
- Чемпионат России по самбо 2006 года — ;
- Чемпионат России по самбо 2007 года — ;